# Poaephyllum selebicum
Poaephyllum selebicum är en orkidéart som beskrevs av Johannes Jacobus Smith. Poaephyllum selebicum ingår i släktet Poaephyllum och familjen orkidéer.
Artens utbredningsområde är Sulawesi. Inga underarter finns listade i Catalogue of Life.